# Regio Centraal-West
De regio Centraal-West is een statistisch-geografisch gebied in Brazilië en bestaat uit de staten:
- Goiás
- Mato Grosso
- Mato Grosso do Sul
- Federaal District (met de nationale hoofdstad Brasilia)

De regio heeft een oppervlakte van ca. 1.606.372 km² (18,89% van het Braziliaans grondgebied). Midden 2004 werd het inwoneraantal geschat op 12.763.524 (7,03% van de totale bevolking).
De belangrijkste steden zijn:
- Brasilia
- Campo Grande
- Cuiabá
- Goiânia

De levensstandaard ligt onder het nationaal gemiddelde.
Het voornaamste biotoop van deze regio is de zogenaamde cerrado, een tropische savanne met een open begroeiing van struiken en lage bomen. Vroeger werd hier aan niet-intensieve veeteelt gedaan, maar nu worden er vooral sojabonen gekweekt. In het westen van dit gebied ligt de Pantanal, een enorm moerasland bekend om zijn dierenleven (vooral watervogels en kaaimannen). In het noorden gaat de cerrado over in tropisch woud. Langs de rivieren vindt men nog bosstroken, maar de meer uitgestrekte bossen zijn grotendeels gekapt om plaats te maken voor landbouw en veeteelt. In het begin van de jaren tachtig van de twintigste eeuw was 33,6% van het natuurlijk landschap onderhevig aan verandering door menselijke activiteit.

## Economie

### Landbouw

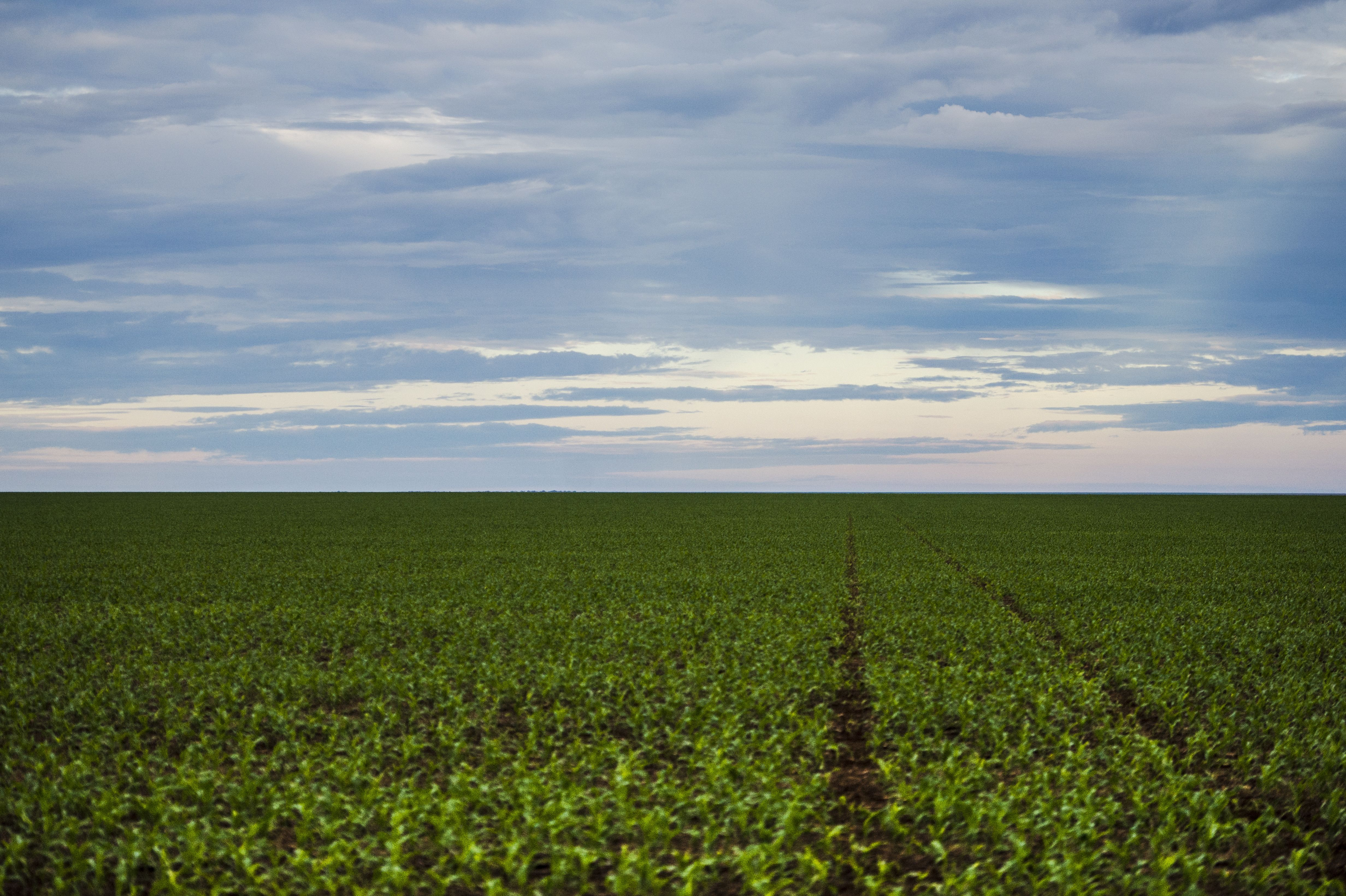
Sojabonen in Mato Grosso

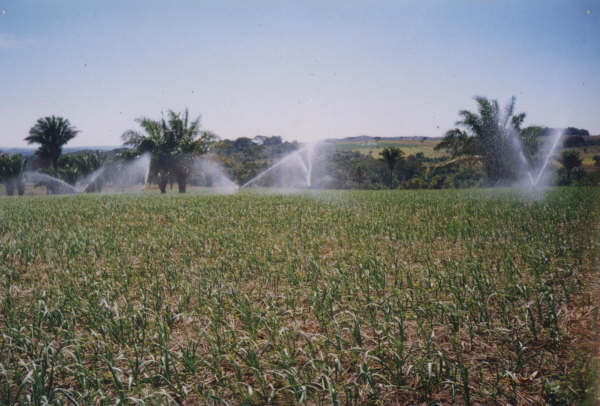
Geïrrigeerde knoflook, in Goiás

De regio Centraal-West produceert 46% van de granen, peulvruchten en oliehoudende zaden van het land: 111,5 miljoen ton in 2020.
Mato Grosso leidt als de grootste nationale producent van granen in het land, met een aandeel van 28,0%, met Goiás (10,0%) op de 4e plaats en Mato Grosso do Sul (7,9%) op de 5e plaats.
Mato Grosso is de grootste soja producent in Brazilië, met 26,9% van de totale productie in 2020 (33,0 miljoen ton). In de oogst 2019/20 was Goiás de vierde grootste producent van sojabonen, met 12,46 miljoen ton. Mato Grosso do Sul produceerde in 2020 10,5 miljoen ton, een van de grootste producerende staten in Brazilië, rond de vijfde plaats. Brazilië is 's werelds grootste sojabonenproducent, met 120 miljoen ton geoogst in 2019.
In 2017 was Mato Grosso de grootste producent van maïs in het land; ten vierde, Goiás. In 2019 was Mato Grosso do Sul ook een van de grootste maïsproducenten van het land met 10,1 miljoen ton. Brazilië is de op een na grootste maïsproducent ter wereld, met 107 miljoen ton geoogst in 2019.
Goiás is de op een na grootste producent van suikerriet in het land, 11,3% van de nationale productie, met 75,7 miljoen ton geoogst in de oogst 2019/20. Mato Grosso do Sul staat op de vierde plaats, met ongeveer 49 miljoen ton geoogst. Mato Grosso oogstte 16 miljoen ton en bleef daarmee op de zesde plaats.
Mato Grosso is ook de grootste producent van katoen in Brazilië, met ongeveer 65% van de nationale productie (1,8 van de 2,8 miljoen ton die in het land wordt geoogst). Goiás staat op de vierde plaats.
Mato Grosso is de derde grootste producent van bonen in het land, met 10,5% van de Braziliaanse productie. Goiás was de vierde grootste producent van bonen in Brazilië in de oogst 2017/18, met 374 duizend ton, en heeft ongeveer 10% van de productie van het land. Brazilië is de derde grootste producent van bonen ter wereld.
Goiás en Minas Gerais vertegenwoordigen 74,8% van de Braziliaanse productie van sorghum. Goiás heeft de nationale leiding: het produceerde 44% van de Braziliaanse landbouwproductie in de cyclus 2019/2020, met een oogst van 1,09 miljoen ton.
Goiás is ook de leider in de Braziliaanse tomaten productie: in 2019 produceerde het meer dan 1,2 miljoen ton, een derde van de totale productie van het land.
De regio Centraal-West heeft ook relevante producties van knoflook, zonnebloem en maniok.

### Vee

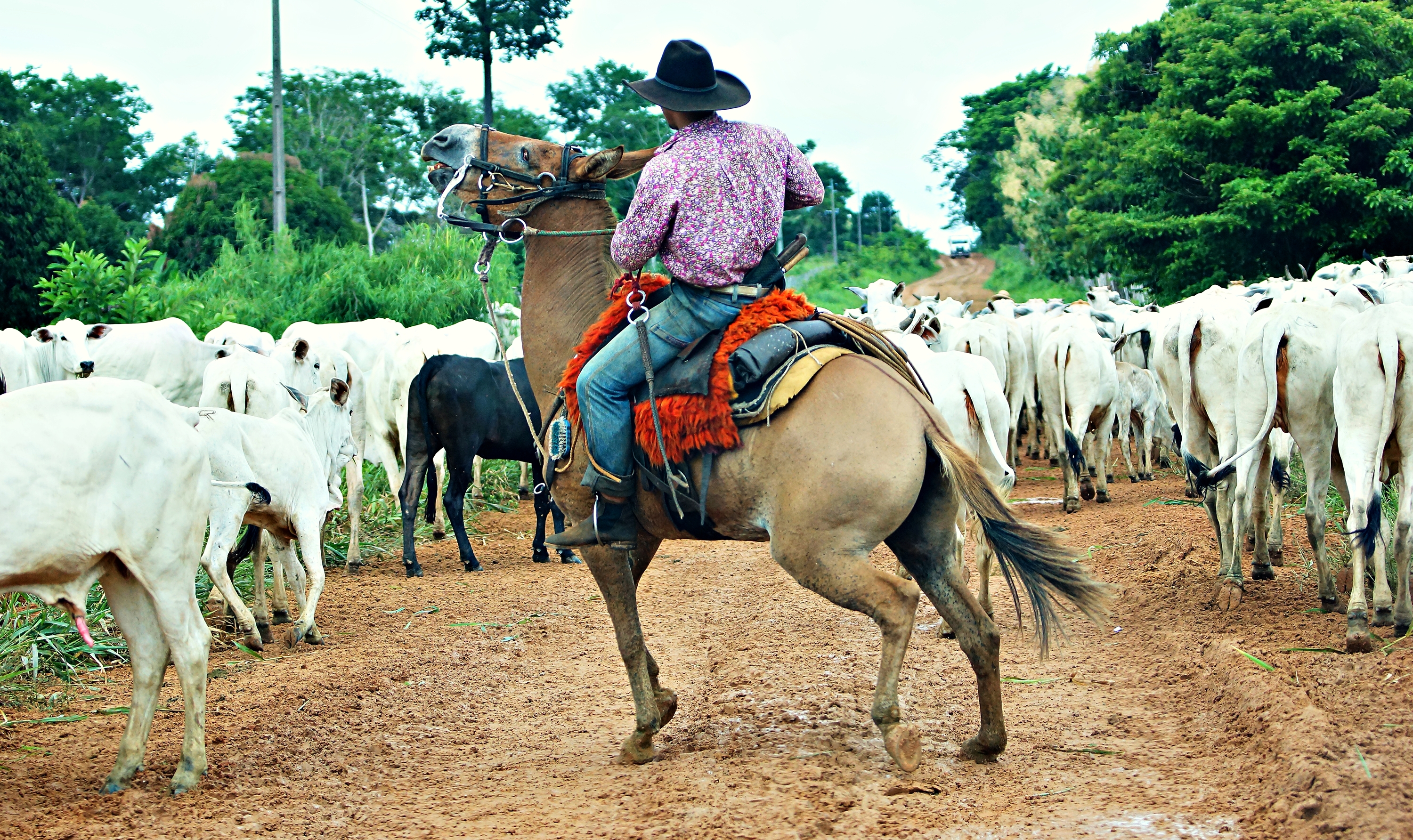
Vee in Mato Grosso

Brazilië had in 2017 bijna 215 miljoen runderen. Het Centraal-West had 74 miljoen runderen, 34,5% van het Braziliaanse totaal, de belangrijkste regio van het land. Wat varkensvlees betreft, telde Brazilië in 2017 bijna 42 miljoen varkens. Het Centraal-West had bijna 15% van het totaal (6,2 miljoen). Bij pluimvee telde Brazilië in 2017 in totaal 1.400 miljoen kippen. Het Centraal-West had 12,2% van het totaal (172 miljoen). In de melkproductie produceerde Brazilië in 2017 33,5 miljard liter. Het Centraal-West produceerde 12% van het totaal (bijna 4 miljard liter). In de eierproductie produceerde Brazilië 4,2 miljard dozijn in 2017. Het Centraal-West produceerde 11,6% (489 miljoen dozijn).

### Mijnbouw

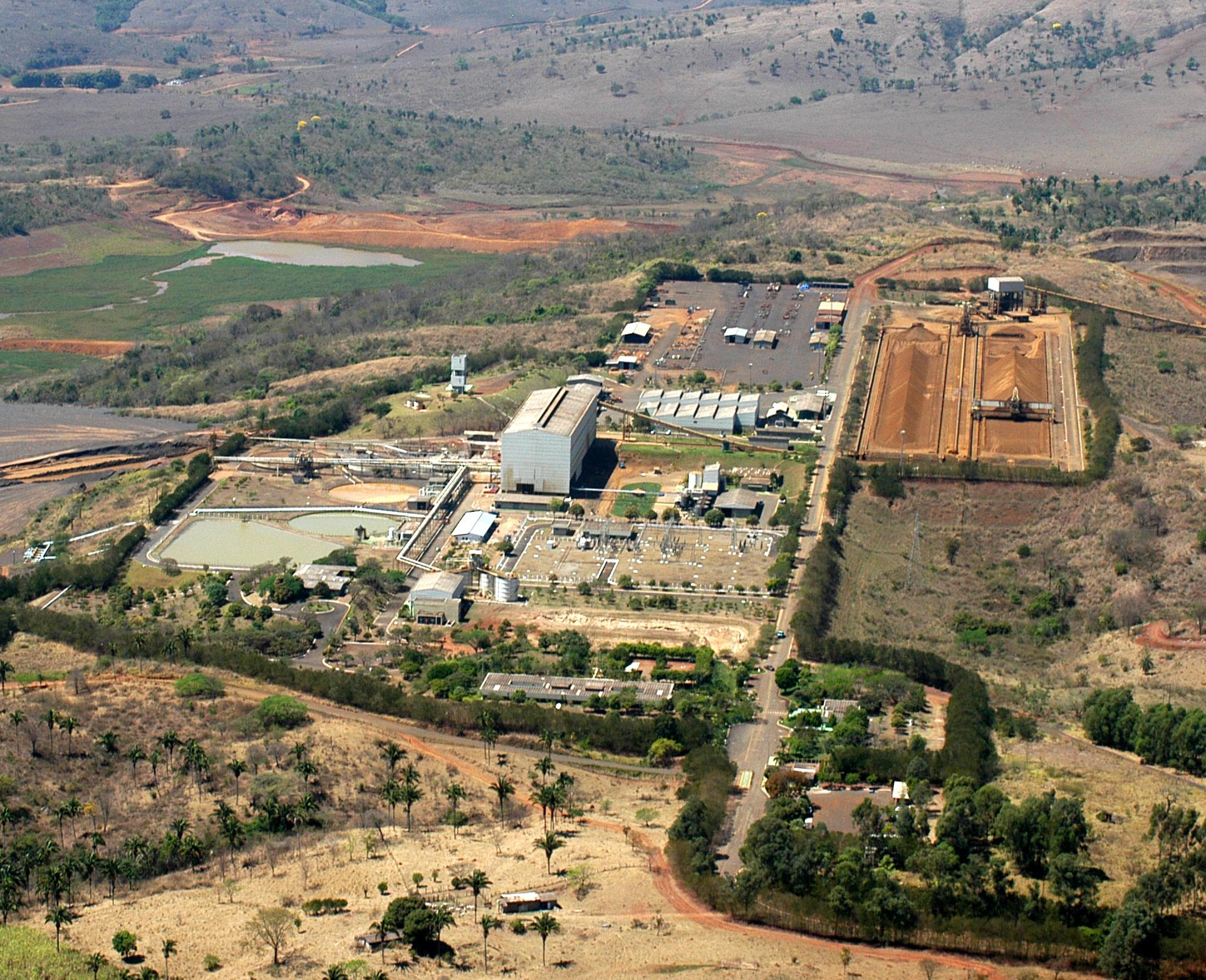
Mineraal-chemisch complex van het bedrijf Fosfértil in Catalão.

Goiás heeft 4,58% van de nationale mijnbouwdeelname (3e plaats in het land). In 2017 waren Goiás en Pará in nikkel de enige twee producenten in het land, waarbij Goiás de eerste was die in productie was, met 154 duizend ton voor een waarde van R $ 1,4 miljard. In koper was het de op een na grootste producent van het land, met 242 duizend ton en een waarde van R $ 1,4 miljard. In goud was het de vierde grootste producent van het land, met 10,2 ton, met een waarde van R $ 823 miljoen. In niobium (in de vorm van pyrochloor) was het de op een na grootste producent van het land, met 27 duizend ton, met een waarde van R $ 312 miljoen. In aluminium (bauxiet) was het de derde grootste producent van het land, met 766 duizend ton, voor een waarde van R $ 51 miljoen. Nog in 2017 had Mato Grosso in het Midden-Westen 1,15% van de nationale mijnbouwdeelname (vijfde plaats in het land) en Mato Grosso do Sul 0,71% van de nationale mineralendeelname (zesde plaats in het land). Mato Grosso had een productie van goud (8,3 ton ter waarde van R $ 1 miljard) en tin (536 ton ter waarde van R $ 16 miljoen). Mato Grosso do Sul had een productie van ijzererts (3,1 miljoen ton met een waarde van R $ 324 miljoen) en mangaan (648 duizend ton met een waarde van R $ 299 miljoen).

### Industrie

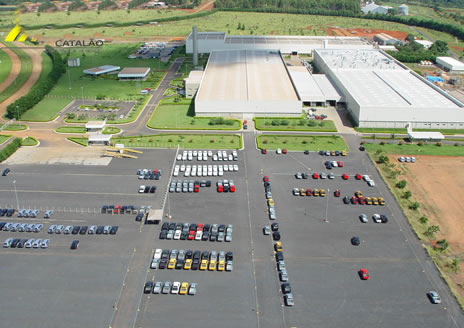
Mitsubishi-fabriek in Goiás

Het Centraal-Westen heeft 6% van het industriële BBP van het land.
In Brazilië vertegenwoordigt de sector automobiel ongeveer 22% van het industriële bbp. Goiás heeft fabrieken van Mitsubishi, Suzuki en Hyundai.
In Três Lagoas is de productie van papier en cellulose aanzienlijk. Mato Grosso do Sul registreerde een groei boven het nationale gemiddelde in de productie van pulp, bereikte de grens van 1 miljoen hectare aan geplante eucalyptusbomen, breidde zijn industriepark uit in de sector en consolideerde zichzelf als de grootste exporteur van het product in het land in de eerste kwartaal van 2020. Tussen de jaren 2010 en 2018 steeg de productie van Mato Grosso do Sul met 308%, tot 17 miljoen kubieke meter rondhout voor papier en pulp in 2018. In 2019 bereikte Mato Grosso do Sul het leiderschap van de export in het product in het land, met 9,7 miljoen ton verkocht: 22,20% van de totale Braziliaanse pulp-export dat jaar.
Regio's: Noord · Centraal-West · Noordoost · Zuidoost · Zuid

Staten: Acre · Alagoas · Amapá · Amazonas · Bahia · Ceará · Espírito Santo · Goiás · Maranhão · Mato Grosso · Mato Grosso do Sul · Minas Gerais · Pará · Paraíba · Paraná · Pernambuco · Piauí · Rio de Janeiro · Rio Grande do Norte · Rio Grande do Sul · Rondônia · Roraima · Santa Catarina · São Paulo · Sergipe · Tocantins

District: Federaal District
Zie ook: Lijst van vlaggen van Braziliaanse deelgebieden